# Belenköy, Feke
Belenköy là một xã thuộc huyện Feke, tỉnh Adana, Thổ Nhĩ Kỳ.